# Autofocus à corrélation de phase
L'autofocus à corrélation de phase (ou AF à détection de phase) est un autofocus passif dont la particularité vient de son système télémétrique qui « découpe » en deux hémisphères l'objectif. L'analyse des rayons issus de ces deux hémisphères permettra alors de calculer à quelle distance est la scène ou objet à photographier.
Les premiers autofocus de ce type datent de 1985, ils équipaient alors les Minolta 7000 AF.
Ces autofocus sont utilisés dans les reflex, ils ont donc la même structure, mis à part que derrière le miroir principal semi-réfléchissant se trouve un autre miroir incliné à 45 degrés qui permet de dévier les rayons vers une lentille dite de champ (ou encore condenseur).
Ces rayons passent ensuite dans un troisième miroir plan puis dans un « couple télémétrique » : les rayons issus du haut de l'objectif et ceux du bas sont différenciés, puis, après avoir traversé les lentilles, deux capteurs vont mesurer la distance entre les rayons extrêmes puis leur déviation par rapport à une distance de référence.
Il faut savoir que ce système autofocus est actuellement le plus utilisé sur les reflex :
il est plus rapide que le système d'autofocus à mesure de contraste, qui fonctionne par « tâtonnements ». En revanche, il peut être sujet à des problèmes de front/back focus (décalage de mise au point), et donc à une mise au point imprécise. Il est en outre plus coûteux à fabriquer.

## Description du module autofocus
Le module autofocus fait en moyenne environ 10 mm de hauteur et 25 mm de longueur.
On peut y observer des vis de réglage liées à des ressorts.

### Schéma

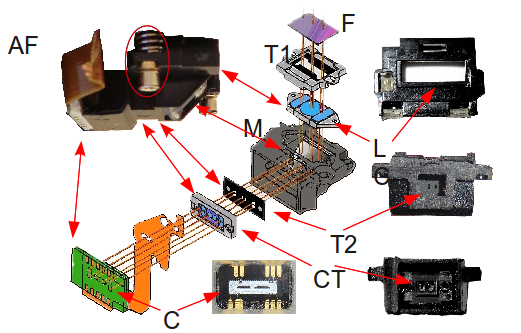
Module autofocus

### Composants

#### Filtres
Le filtre polarisant linéaire permet d'empêcher les rayons lumineux reflétés par les vitres de passer dans le module AF. Si ce n'était pas le cas les mesures seraient faussées.
Pour les reflex modernes il vaut mieux donc privilégier les filtres polarisants circulaires. En effet l'usage d'un filtre polarisant linéaire peut entraîner une impossibilité de mise au point lorsque les rayons polarisés vont passer dans un nouveau filtre polarisant linéaire. S'il était circulaire il n'y aurait pas de problème.

#### Masques
Ils permettent de sélectionner une partie des rayons lumineux.
Il faut de plus que, quel que soit l'objet à photographier, les rayons éclairent la même surface du couple de lentilles télémétriques.
Pour les trous placés avant les lentilles télémétriques, ils font moins de 1 mm de diamètre.

#### Lentille de champs
Il y a plusieurs tailles, en moyenne elle fait 1 cm sur 4 mm.

#### Miroir
Il permet de réduire la place du module autofocus verticalement et peut ainsi facilement se placer dans l'appareil photographique.
Ses dimensions sont d'environ 10 mm sur 7 mm.

#### Lentilles «télémétriques»
Elles font environ 1 mm de diamètre. C'est le couple télémétrique et c'est sur ces lentilles que repose le système autofocus.
Il faut savoir que ces lentilles sont faites dans un même moule lors de leur élaboration, puis l'on rajoute un masque qui permet de délimiter les domaines où passeront les faisceaux lumineux.

#### Capteurs CCD
Chaque capteur mesure en général 1 mm de long et est donc aussi très fin (en général chaque capteur contient 128 détecteurs individuels).
Ils permettent de transmettre les informations au microprocesseur de l'appareil photo.

## Fonctionnement d'un tel système de mise au point automatique

### Généralités
On suppose l'objet sur l'axe optique

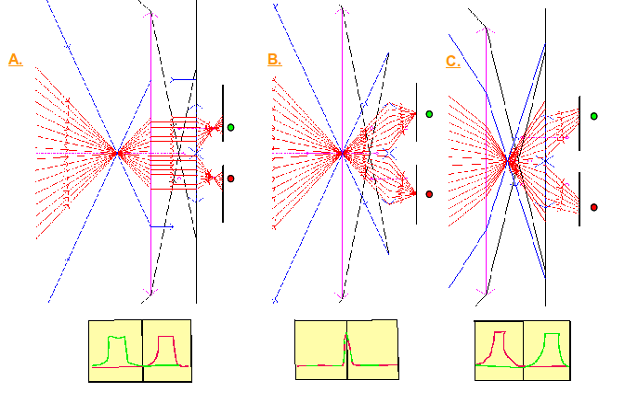
Fonctionnement global de l'AF

- En bleu : les rayons issus de l'objet passant par l'extrémité de l'objectif ;
- En noir : l'image de l'objectif par la lentille de champ.

La lentille de champ est disposée de telle manière que l'image du capteur qu'elle fournit se trouve sur le plan des capteurs CCD. Ce point est essentiel, car si cette condition n'est pas respectée, des erreurs de mise au point sont inévitables. Dans le cas contraire, lorsque l'image convergera sur le capteur de mise au point, elle convergera également sur le capteur ou la pellicule de prise de vue.
Sinon, il y a plusieurs situations possibles :
- A. : l'image se forme avant le capteur ;
- B. : l'image se forme sur le capteur ;
- C. : l'image se forme après le capteur.

Lorsque le décalage du signal se fera vers l'intérieur, cela signifiera que l'objectif est trop loin, il faudra le rapprocher pour faire la mise au point.
Au contraire lorsque le décalage se fait vers l'extérieur, cela signifie que l'objectif ne fait pas converger assez rapidement les rayons lumineux.
Lorsque l'objet est sur l'axe optique, les capteurs indiquent rapidement s'il faut faire la mise au point vers l'intérieur ou vers l'extérieur.

### Un cas particulier
Les relations étant du même type, le dessin d'un des deux cas suffit.
La formule générale prend en compte les deux cas.

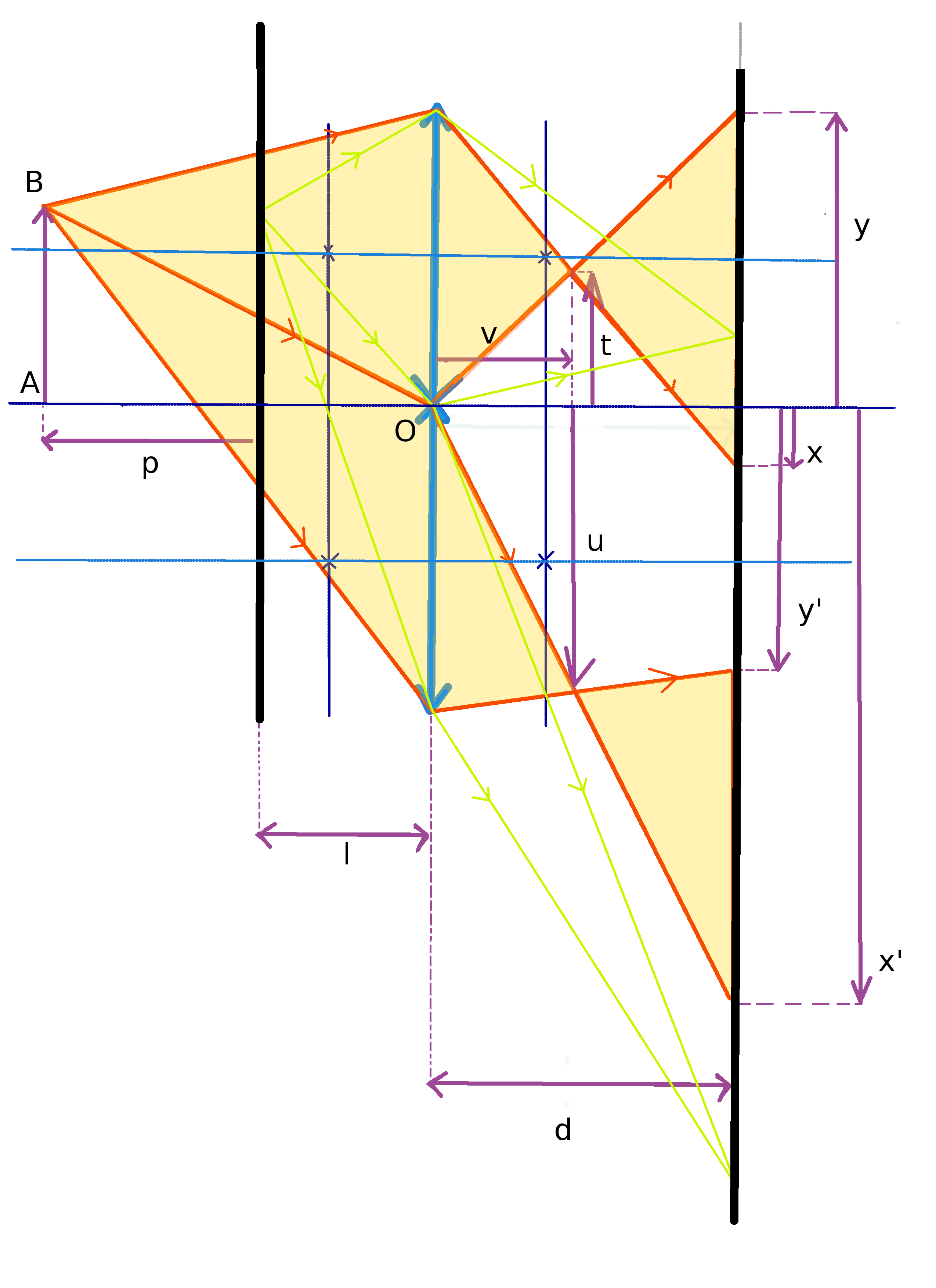
Fig. 1 Image située avant le capteur principal ou film.

#### Formule

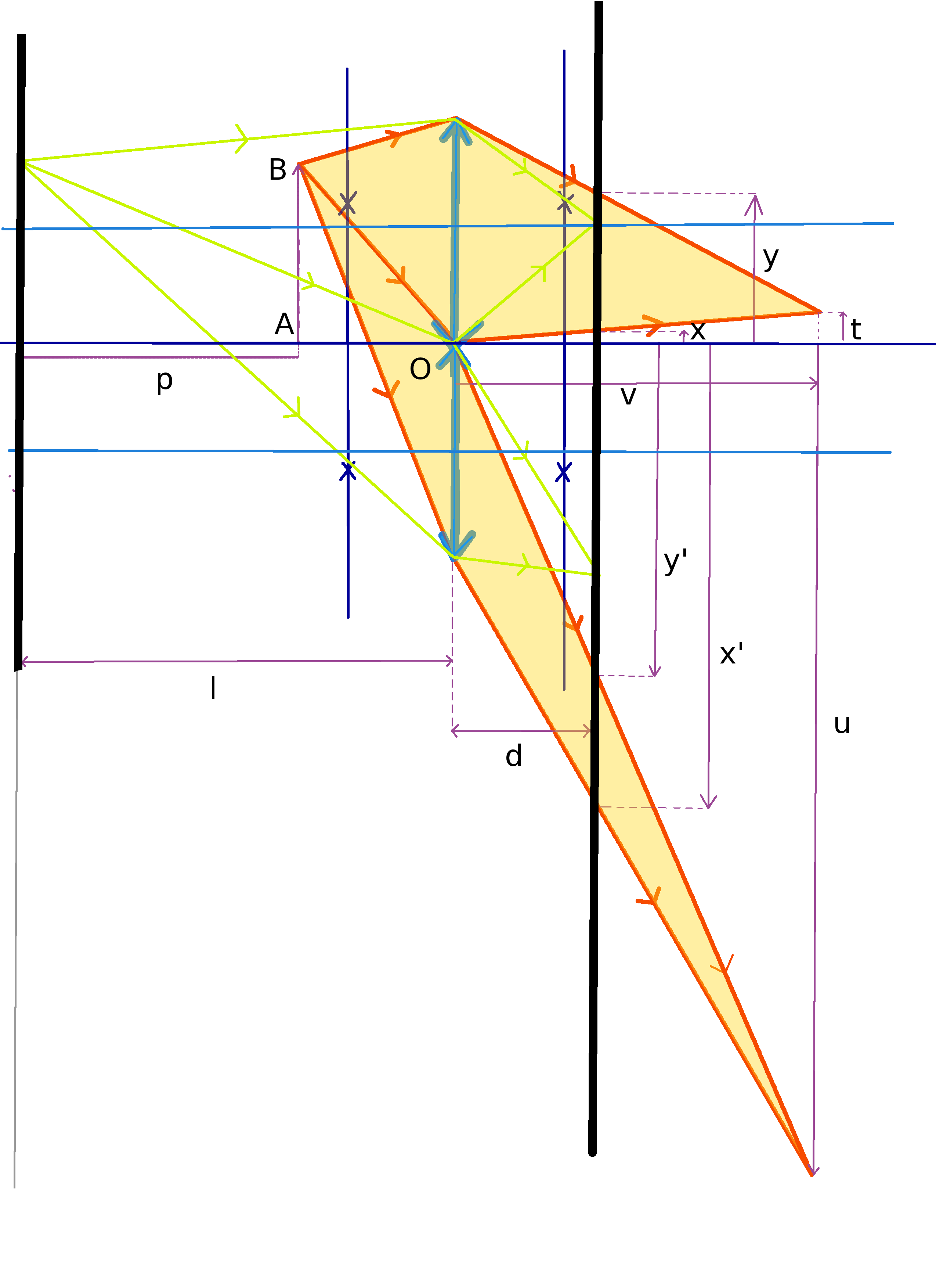
Fig. 2 Image située après le capteur principal ou film.

On se place dans le cas où l'objectif fait converger trop rapidement les rayons.
Parfois, des masques séparent les lentilles, ce qui permet de s'assurer qu'il y a constamment un éclairage uniforme sur les capteurs ccd.
Nous avons les formules suivantes d'après le théorème de Thalès pour la figure 1 :
On a d'une part
et d'autre part
	on trouve une relation du même type pour la figure 2 et on a finalement pour les deux figures la même formule pour la différence de phase qui est :
À partir de cette formule où t et u seront explicités nous allons montrer que la différence de phase est invariante lorsque le point B effectue une translation dans le plan perpendiculaire à l'axe optique.

#### Injectivité
Pour que les valeurs soient plus explicites nous allons faire la différence entre la différence de phase des ondes focalisant sur le capteur, correspondant à la différence de phase de référence et la différence de phase des ondes focalisant devant ou derrière le capteur.
La différence de phase de référence est égale à :
Finalement, on a la formule suivante, avec {\displaystyle p={\overline {OA}}+l} la distance entre l'image et le capteur :
On ne peut donc pas avoir deux fois la même différence de phase.
On peut avoir des cas de figure où l'épaisseur du faisceau sur le capteur ccd est la même que l'image soit devant ou derrière le capteur virtuel.
Mais la différence de phase sera différente.
Comme on peut le voir sur le schéma ci-contre, à une hauteur donnée, à une différence de phase donnée ne correspond qu'une unique image sinon l'image supposée être formée serait en réalité équivalente à deux sources ponctuelles comme sur le schéma, ce qui est faux puisque l'image est en réalité l'image d'une source ponctuelle par l'objectif.

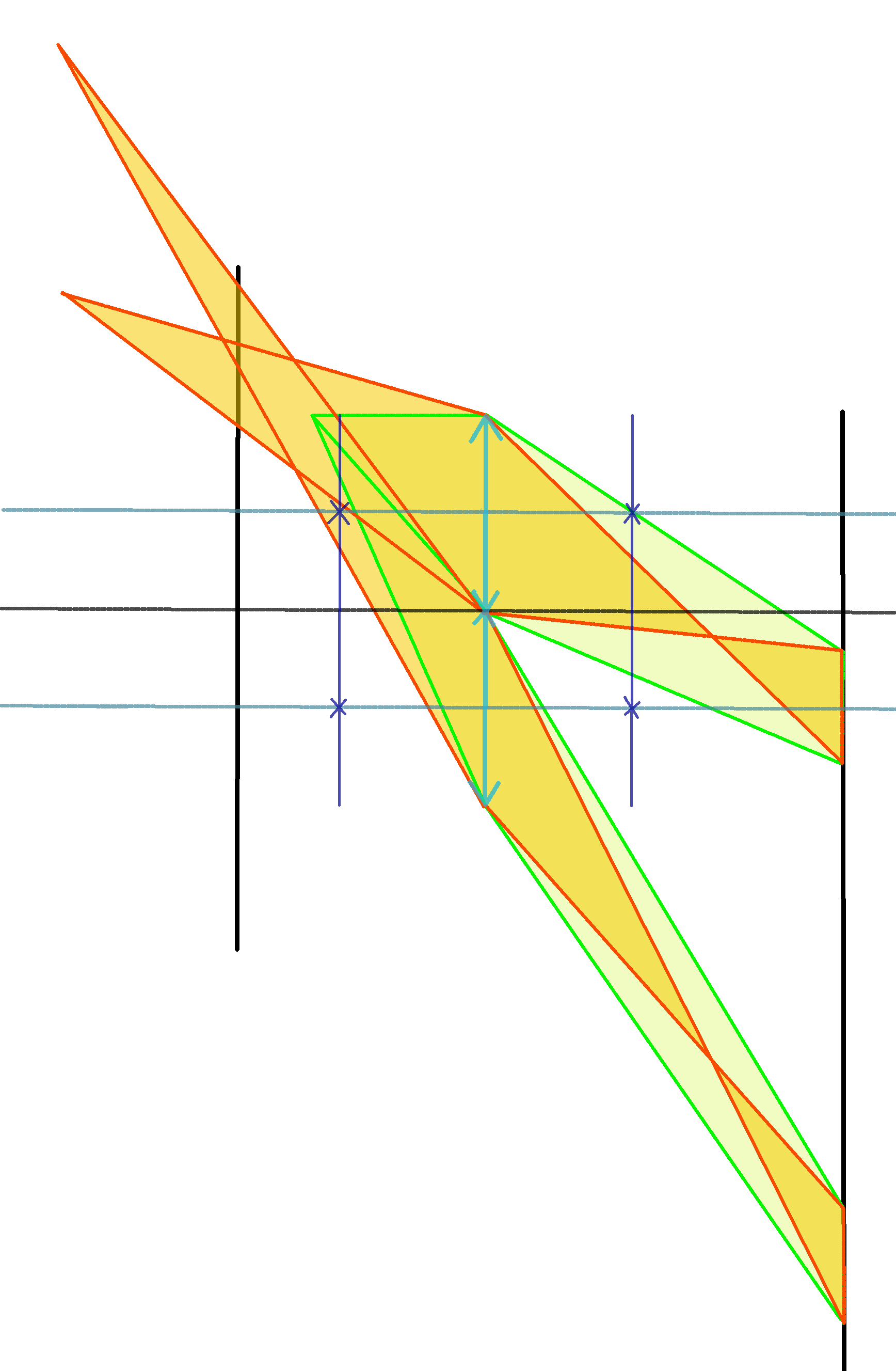
Injectivité

### Sujet réel
Le sujet consistant en une source ponctuelle est un cas idéal, mais il permet de calculer ce qui se passe pour un sujet réel. En effet, on peut considérer un sujet réel comme une infinité de sources ponctuelles et ajouter la contribution de chacune de ces sources à l'image finale.
On va alors calculer la différence de phase entre l'intensité reçue par le CCD 1 et le CCD 2. Vu que celle-ci est invariante par translation dans le plan perpendiculaire à l'axe optique, la contribution de chaque source ponctuelle va donner la même différence de phase si elles sont situées à la même distance de l'appareil photo.
Ce qu'il faut retenir est que pour un sujet non ponctuel les profils de luminosité recueillis par les capteurs sont quelconques, puisqu'ils correspondent simplement au profil de luminosité du sujet. Par contre, le fait que le décalage entre les deux images correspond à l'erreur de mise au point reste vrai quel que soit ce profil. Le travail de l'électronique va donc être de mesurer le décalage entre les deux courbes. Ce décalage est parfois appelé différence de phase, d'où le nom donné à ces systèmes de mise au point.

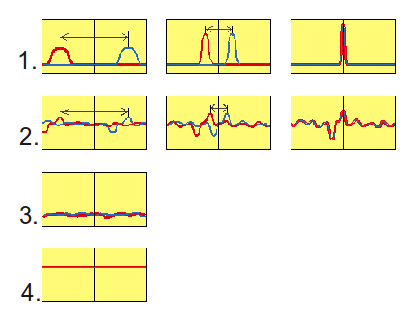
Source ponctuelle et source quelconque

1. Source ponctuelle, mise au point aisée ;
2. Sujet contrasté, la différence de phase est aisément quantifiable ;
3. Peu de luminosité, un petit faisceau va être créé par l'appareil (cf. photo ci-dessous) et va augmenter le contraste pour permettre aux capteurs de mesurer la différence de phase ;
4. Surface uniforme, impossible de mesurer une quelconque différence de phase.

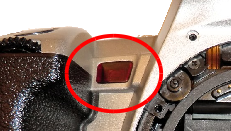
Faisceau d'aide à la mise au point automatique

### Nécessité de la lentille de champ
On se rend compte que pour que les rayons convergent de manière uniforme il est nécessaire d'utiliser une lentille supplémentaire sinon les mesures sont faussées, on la nomme la lentille de champ.

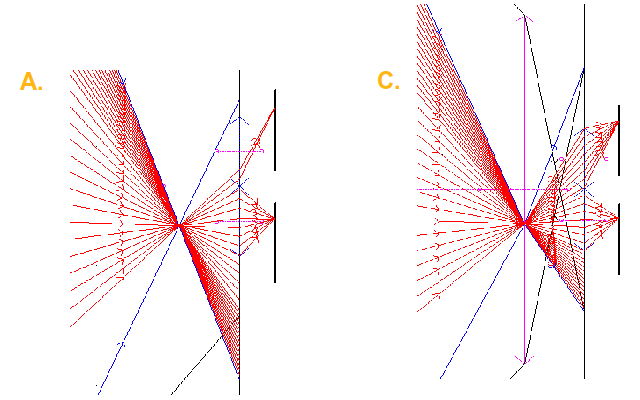
Comparaison de la largeur du faisceau avec ou sans lentille de champ

- A. Il n'y a pas de lentille de champ : la différence de phase va être faussée ;
- B. Avec la lentille de champ tous les rayons passent par les lentilles du couple télémétrique.

Étudions le cas où l'objet se situe sur l'axe passant par une extrémité de l'objectif.
Sans lentille de champ, peu de rayons parviennent sur un capteur, ce qui fausse les mesures.
La lentille de champ permet de faire converger les rayons lumineux plus rapidement sur le couple télémétrique.
Dans nos exemples, la lentille de champ est placée de telle manière que l'image de la lentille principale se forme sur le plan du couple télémétrique.
Chez la marque Nikon, les lentilles de champs sont placées de telle manière que si l'image se forme sur le capteur, alors les rayons issus de l'objet ressortent de la lentille à l'infini.

## Implémentation
Sur le Minolta Maxxum, il y avait trois couples télémétriques disposés en H. Aujourd'hui, par exemple sur le Canon EOS 40D, il y a une vingtaine de couples télémétriques.
En plus de cette augmentation du nombre de capteurs qui permet d'avoir un AF plus performant (rapidité, qualité), il existe des logiciels de reconnaissance de visages, des programmes spécifiques à chaque scène que l'utilisateur souhaite prendre.
Aussi, nous nous sommes placés dans des cas idéaux : les aberrations chromatiques et sphériques qui nous obligent à utiliser des assemblages de lentilles compliqués n'ont pas été pris en compte.
Ces systèmes autofocus étaient réservés aux appareils reflex puisqu'il fallait avoir la place d'ajouter un miroir et un petit boîtier avec le système télémétrique. Mais depuis 2010 Fujifilm a réussi à inclure le système télémétrique dans les pixels du capteur principal, ce qui leur a permis d'en équiper les autofocus compacts en plus de l'autofocus habituel des appareils photo compacts. Sur le capteur, le système autofocus sera situé au milieu sur deux pixels.
Pour les compacts, le temps de mise au point est compris entre 0,2 et 0,8 seconde mais pour une image fixe. D'après la fiche technique de Fujifilm[réf. nécessaire], la moyenne des compacts est de 0,616 s et celle du Fujifilm 0.158 s.
L'avantage de l'autofocus à détection de phase est de pouvoir égaler les performances de compacts normaux, mais sur des sujets en mouvement.